# Zöldi Márton
Zöldi Márton (Grüner Márton, Békéscsaba, 1854. december 23. – Budapest, 1919. április 26.) hírlapíró, író, színész, publicista, színigazgató.

## Élete
Grüner Fülöp és Reiner Matild gyermekeként született. Középiskoláit Szarvason végezte, egy évig technikus volt, azután színész lett. Néhány esztendeig a Nemzeti Színháznak volt altitkára, később a pesti Dalos Színházat igazgatta, azután mint író állandóan a fővárosban működött.
1912-ben ünnepelte 35 éves írói jubileumát. Kb. másfélezer rajza és novellája jelent meg a legkülönbözőbb lapokban, egy részük Luczián álnéven. Nana leánya c. színművét előadták 1882. július 8-án a Budai Színkörben; Az Eiffel torony kisasszonya c. énekes bohózatát 1889. augusztus 2-án ugyanott; A pópa c. népszínművét a Városligeti Színkörben 1894. augusztus 31-én.
Sírja a Fiumei úti sírkertben található (27/1-1-37).

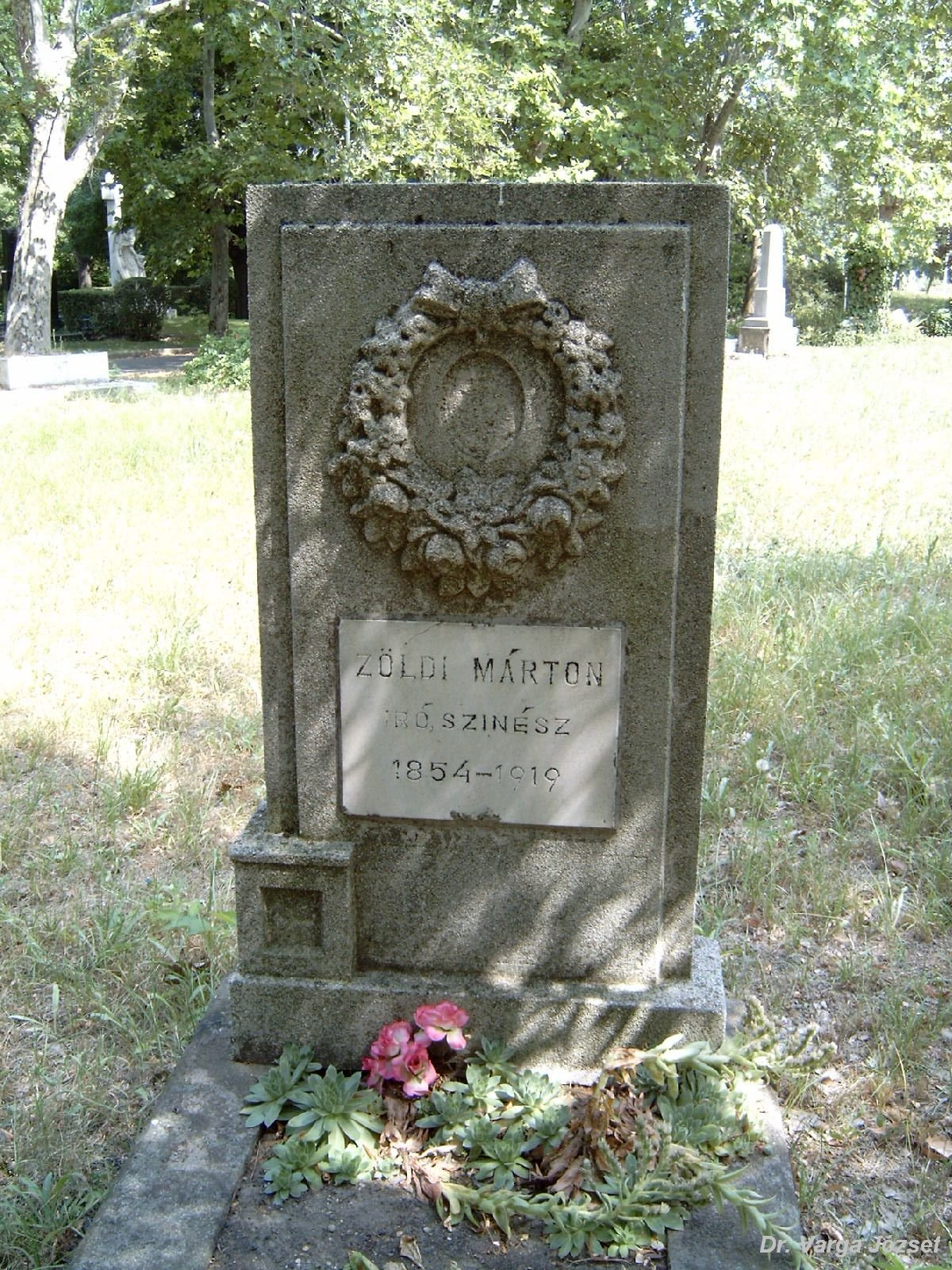
Sírja a Fiumei úti sírkertben 2004-ben

Fotóportréját lásd a Haáz Rezső Múzeum Tudományos Könyvtár, Székelyudvarhely, Románia gyűjteményében.

## Munkái
- Az Eiffel-torony kisasszonya. Budapest, 1889.
- Thalia pongyolában. Budapest, 1891.
- Színészhistóriák (M. Könyvtár). Budapest. év n .
- Eszter (héber bibliai melodráma összes énekszámai). Arad, 1900.
- A bűnös ember (Munkásfüzetek). Budapest, 1902.
- Bűnös emberek (elbeszélések). Budapest, év n. (1903).
- Magyar perbeszédek (összegyűjtötte). Budapest, 1903. Online
- A hangsúly (Monológok). Budapest, 1904.
- Julius Cézár (Monológok). Budapest, 1904.
- Komédiák (Vidám könyvek). Budapest, 1904.
- Bohémia (Vidám könyvek). Budapest, év n.
- Betyártörténetek (Népkönyvtár). Budapest, év n.
- A titkár. Tizennégy év után. A kis gazdasszony. Kritikus pillanatok. A nyoszolyóleány. A kalandhős (Monológok). Budapest, 1905.
- Egy primadonna házassága. Budapest, 1905.
- A nádasok királya. Budapest, 1905.
- A nagy bonvivant (Egyetemes Regénytár.) Budapest, 1907.
- Az elégedetlen (Monológok). Budapest, 1908.
- Karácsonyi álom. Az ultimátum (Fiatal lányok színműtára). Budapest, 1908.
- Az elégedetlenek. A lámpaláz (Fiatal lányok színműtára). Budapest, 1908.
- A pápai gróf és egyéb történetek. Budapest, 1908.
- A logika (Monológok). Budapest, 1909.